# Чернышевский, Александр Николаевич
Александр Николаевич Чернышевский (1854—1915) — прозаик, автор стихов.

## Биография
Сын Н. Г. Чернышевского. После ареста отца (1862) воспитывался в семье А. Н. Пыпина. В 1865 году поступил во 2-й класс Ларинской гимназии в Петербурге. Учился успешно, его незаурядные математические способности отметила С. В. Ковалевская, с которой Чернышевский был знаком. Зачитывался произведениями И. В. Гёте, Д. Байрона, П. Б. Шелли, Э. По, Г. Гейне. Свои стихи посылал в Сибирь отцу, оценившему его поэтический талант. Окончил (1876) со степенью кандидата физико-математический факультет Императорского Санкт-Петербургского университета.
Автор статей (все — в журнале «Мысль»): «Движение народонаселения и теория вероятностей» (1881), «Об общем характере явлений» (1881) и «Элементы теории вероятностей» (1882). Составил сборник математических задач (1888).
Особенности характера Чернышевского (в нём причудливо сочетались чистота души, «рыцарство духа», благородный идеализм с высокомерием, вспыльчивостью, обидчивостью), а также тяжелая психическая наследственность (со стороны бабушки и матери) создавали трудности в общении с окружающими. Попытки преподавать обычно заканчивались отказом от учителя, читавшего детям целые лекции «до тех пор, пока они не заплачут». Чернышевский, несмотря на стремление матери устроить его личную жизнь, никогда не был женат, оставался девственником. В 1877 году Чернышевский отправился добровольцем («охотником») в действующую армию; определён рядовым в Невский полк 1-й пехотной дивизии. Вскоре попал в госпиталь (с «жёлтой лихорадкой») и оставил службу. Возможно, пребывание в армии стало толчком для развития психической болезни (несколько раз наблюдался в лечебнице). В 1889 году уехал за границу в поисках подходящего климата — ещё в начале 1880-х гг. врач П. И. Боков, принимавший деятельное участие в судьбе Чернышевского, извещая родных о том, что он «неизлечимо больной, работать не сможет никогда», полагал что «жить ему нужно на юге». Поселился в пригороде Парижа, с 1903 в Риме. Существовал на пенсию Литфонда, средства Пыпина и других родственников, в том числе отца, который, узнав о душевном недуге Чернышевского только по возвращении из ссылки, с трудом пытался найти взаимопонимание с сыном («нелепой чудачиной»), не имеющим службы и заработка.
В прозаических опытах Чернышевского — десять фантастических рассказов: «Арси и Дина, или Серебряное море» (1895), «Зоя Дельфор. Летучая скрипка», «Антарес», «Фея Майя. Вспомни обо мне, Майя!» (все три — 1896), «На берегу ручья. Принц Элио и принцесса Гиацинта. Лес и замок. Офира („Сепtгillоп“)» (1900) — заметно влияние символистских настроений: приоритет вымысла над фактом, ощущение мистической тайны, поиск идеала в запредельном, отсутствие твердой границы между фантазией и реальностью, явью и сном. В них отражена важная для Чернышевского мысль о высших силах в природе, необычных существах, которые способны влиять на жизнь людей, помогать и наполнять её ощущением счастья; условиями контакта с ними являются вера в чудо, созерцательность, занятия искусством, развивающие творческие возможности и воображение. Время и место действия в рассказах Чернышевского условны, историческая, социальная, национальная конкретика отсутствуют. Это проза поэта с присущими ей особой ритмикой, соразмерностью колонов, частым употреблением двойных эпитетов. Иногда в текст включаются стихотворные строки и целые стихотворения, проясняющие авторскую мысль или рисующие
картину.
Сборник стихов «Fiat lux!» (1900) включает преимущественно медитативную, а также пейзажную лирику, наполненную мечтой о воображаемой, идеальной природе. Излюбленный композиционный приём — параллелизм, вскрывающий понимание природы и человека в их глубоких и таинственных связях. Ряд стихов — впечатления от картин и скульптур, которые он очень любил и в которых хорошо разбирался, будучи завсегдатаем музеев и выставок. 
Скончался от паралича сердца ― следствия базедовой болезни.